# El buzón de las impuras
El buzón de las impuras es una novela de la escritora chilena Francisca Solar, publicada en 2024, y que toma como punto de partida el incendio de la Iglesia de la Compañía de 1863 en Santiago de Chile, para hablar tanto de sus víctimas como de los códigos sociales y religiosos que limitaban la vida de las mujeres en el siglo XIX.
La historia gira en torno a una serie de cartas anónimas de arrepentimiento dirigidas a la Virgen María en un buzón que estaba ubicado en la Iglesia de la Compañía y era conocido popularmente como "El buzón de las impuras"; esas cartas terminan destapando oscuros secretos y tensiones en la conservadora sociedad de la época.

## Contexto
El 8 de diciembre de 1863 se celebró la misa del fin del Mes de María en la Iglesia de la Compañía de Jesús, donde actualmente se encuentra el edificio del Congreso Nacional sede Santiago. Las mujeres repletaron el templo que estaba adornado para la ocasión con miles de guirnaldas, cintas, velas y lámparas de gas, y que habían sido financiadas en gran parte por las Hijas de María, una cofradía religiosa que reunía a mujeres, solteras y casadas, de la alta sociedad chilena. Pero todo terminó en una tragedia luego de que un fuego originado dentro de la iglesia prendió a toda la ornamentación haciendo arder el templo en minutos. Como la iglesia estaba repleta y las puertas cerradas, se calcula que murieron calcinadas unas 2000 personas, en su mayoría mujeres y niños. La mayor parte de las víctimas no pudo ser identificada y sus restos fueron enterrados en una fosa común en el Cementerio General de Santiago.Sus nombres y sus historias han quedado en el olvido histórico. 
La tragedia terminó con la destrucción del templo de los jesuítas. No hubo responsables por las negligencias que operaron en este incendio. Como consecuencia se creó el primer cuerpo de Bomberos de Santiago y una serie de leyes que ayudaron a separar el rol de la Iglesia Católica del poder político y social en Chile. 

## La obra

### Argumento
El libro, una novela de ficción pero inspirada y documentado en fuentes históricas, se centra en las Hijas de María, una cofradía de mujeres de la alta sociedad que lograba convocar a miles de fieles, pero que terminó sepultada bajo las cenizas del templo jesuita de la Iglesia de la Compañía, en el injusto silencio de la subyugación patriarcal y religiosa.

### Personajes principales
- Fátima Aguirre Vanderbilt: ella es una de los tres hijos de la familia Aguirre Vanderbilt, quien vuelve de Francia a Chile con su esposo —a quien no ama— junto su hermano, Beltrán. En su regreso a la ciudad de Santiago, se reintegra al grupo religioso de las Hijas de María, que participan las misas en la Iglesia de la Compañía.
- Beltrán Aguirre Vanderbilt: hermano mayor de Fátima. Es un joven artista, que busca rebelarse del control de su padre y de la silla de ruedas que limita su cuerpo.
- Helena Aguirre Vanderbilt: hermana menor de Beltrán y Fátima. Es idealista y romántica, y sueña con casarse con su prometido el barón de Rothschild.
- Cornelia Vanderbilt: es la madre de Fátima, Beltrán y Helena. Hija de inmigrantes estadounidenses y evangélicos, se volvió al catolicismo de manera ferviente. Es una de las líderes de la cofradía las Hijas de María.
- Segismundo Aguirre: es el patriarca de la familia Aguirre Vanderbilt. Es un hombre tradicional y autoritario con sus hijos.
- Maximilien Boncraft: joven abogado estadounidense que llega a Chile a incorporarse en la delegación americana en Santiago.
- Thomas H. Nelson: embajador de Estados Unidos en Chile. Está inspirado en un personaje real.
- Francisco Bascuñán Guerrero: intendente de Santiago.

### El Clayton Universo
Antes de El buzón de las impuras, Solar había escrito otras novelas históricas, los libros: Bluebells (2023), La via Damna (2022) y Los últimos días de Clayton & Co. (2019); estos forman lo que se ha denominado el “Clayton Universo”, puesto que las tres novelas sumando El buzón de las impuras, todos los libros están ambientados en el Chile del siglo XIX. Estos cuatro libros están narrando historias que están en el contexto de un Chile que se está formando una nueva nación, historias como “una familia que se dedica a la fotografía mortuoria; un sanatorio misterioso en el Fuerte Bulnes; una artista botánica en una excursión con Charles Darwin a Valparaíso y un incendio que deja en jaque la devoción religiosa”.

## Las voces de las mujeres silenciadas

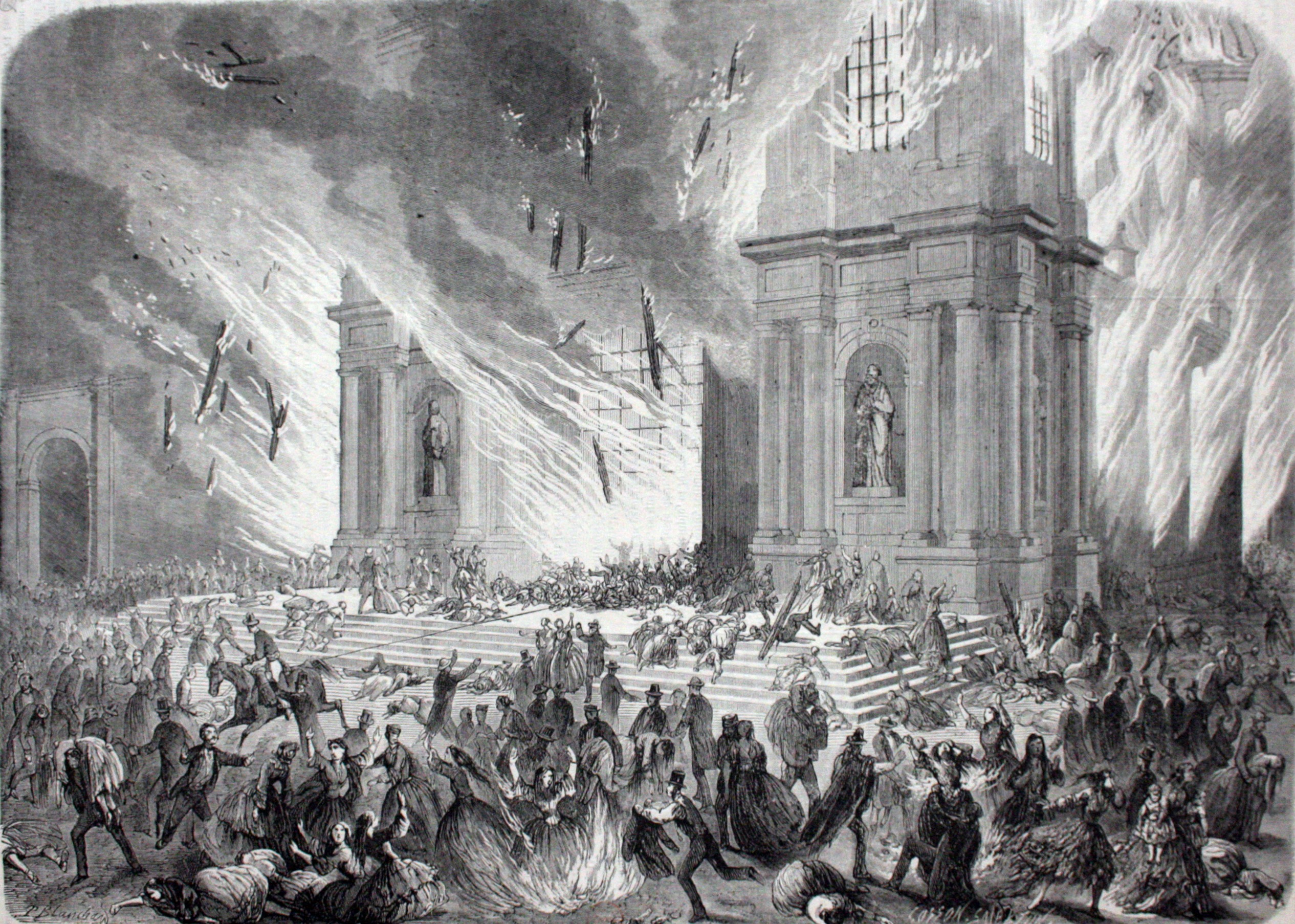
Representación del Incendio de la Iglesia de la Compañía de 1863

Para la autora el escribir sobre estas mujeres es hacer justicia sobre la tragedia de la muerte de 2.000 mujeres que ni siquiera tienen una lápida con sus nombres en el Cementerio General donde sus familiares puedan dejar flores, sus cuerpos terminaron en una gran fosa común. La escritora comenta que una de las razones por las que el incendio se olvidó fue porque se trató de un hito femenino, para la época, la muerte de una mujer no detiene el sistema “Que se hayan muerto 2.000 mujeres es como si se hubiesen quemado 2.000 sillas”.
Escribir sobre estas 2.000 mujeres fue dar voz a un silencio en la historia de Chile en el siglo XIX donde en los colegios solo se enseñan hechos históricos como batallas u obras de los presidentes, jamás se habla de las mujeres “Hay que hacer justicia, no solamente hay que visibilizar un hito de la historia de Chile que pocos conocen, esto es reivindicación histórica. A mí me interesa contar el incendio de La Compañía desde la perspectiva de las mujeres porque necesito que haya un gesto al menos de justicia hacia ellas”.
Que los historiadores, quienes han hecho los relatos de Chile en el siglo XIX son historiadores hombres, quizás eso explica el silencio de la muerte de 2.000 mujeres para la autora estos hechos “es un evento que está completamente borrado de las clases de historia y de los libros, apenas se nombra. Es una de las tragedias humanas más importantes de la historia contemporánea, por su magnitud”. La autora Francisca Solar opina sobre la importancia de contar esta trágica historia de la sociedad de Santiago del siglo XIX que fue silenciada por los historiadores como por la sociedad de la época

“Si hubiesen muerto 2.200 hombres, tendríamos museos, esculturas en todos lados, calles con los nombres de los mártires, sería muy diferente. No estoy diciendo que no haya sido dolor nacional. Fue una tremendísima tragedia, pero fueron mujeres. La historia de Chile no le dio la importancia que requería. Debería ser un día de duelo nacional; la fosa común debería ser un lugar de peregrinaje y no tiene ningún tipo de letrero o demarcación. Por ahí pasan los santiaguinos todos los días y nadie tiene idea. A mí me parece una atrocidad”.

## Acto de Memoria luego de 161 años por las mujeres fallecidas

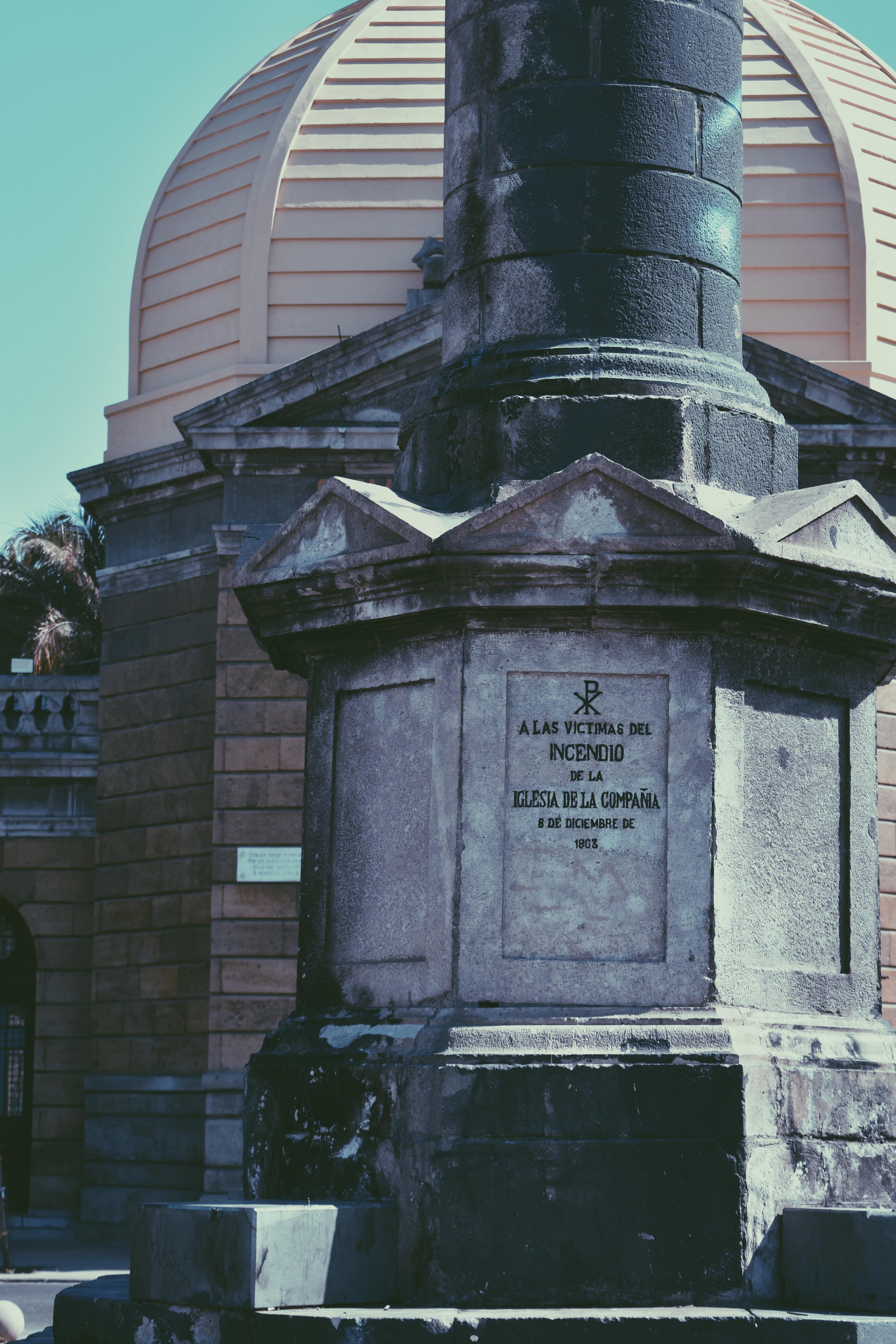
Monumento en memoria de las víctimas del incendio de La Compañía, en el Cementerio General de Santiago

En 2024, tras el éxito de su novela El Buzón de las Impuras, que permaneció varias semanas entre los libros más vendidos, la autora Francisca Solar convocó un acto de memoria en los jardines del ex Congreso Nacional de Chile, lugar donde el 8 de diciembre de 1863 ocurrió el Incendio de la Iglesia de la Compañía. Durante el evento, Solar hizo pública la investigación que inspiró su libro, presentando un listado de las víctimas del incendio, recopilado a partir de registros de la época, en los que se incluían datos como ocupación y edad. Muchas de las mujeres fallecidas, identificadas solo como "sirvientas" o "criadas", permanecieron sin nombre en la memoria colectiva. El acto, realizado el 8 de diciembre de 2024, a 161 años de la tragedia, reunió a cientos de personas que llevaron flores y mensajes con los nombres de las víctimas para recordarlas. A las 19:00 horas, la misma hora en que ocurrió el incendio, volvieron a sonar las campanas de la iglesia, el único vestigio físico del templo, recreando el llamado que alertó sobre la tragedia. Miembros del Cuerpo de Bomberos de Santiago participaron para conmemorar que esta institución nació como consecuencia del desastre, mientras en la estatua que homenajea a las víctimas se depositaron flores y mensajes. Francisca Solar publicó en su página web el listado de nombres, invitando a cada persona a elegir uno para hacer memoria y dignificar a quienes permanecieron invisibilizadas durante décadas.